# Franco Corleone
Francesco Corleone, detto Franco (Milano, 29 settembre 1946), è un politico italiano, esponente dei Verdi Arcobaleno e della Federazione dei Verdi e già europarlamentare.
È subentrato al Parlamento europeo nel luglio 1989 dopo essere stato candidato alle elezioni del 1989 per la lista dei Verdi Arcobaleno. È stato membro della Commissione per l'energia, la ricerca e la tecnologia.

## Biografia
Laureato in scienze politiche all'Università degli Studi di Milano. È stato un protagonista della politica studentesca negli anni sessanta a Milano. Ha fatto parte della Federazione Giovanile Repubblicana del PRI, poi del Partito Radicale.
È stato deputato nell'VIII e nella IX legislatura (dal 1979 al 1987), membro della Commissione Giustizia si è impegnato nel dibattito per l'approvazione della Legge Gozzini e per la legge sulla dissociazione. Nel 1987 coi radicali è stato eletto senatore e componente della Commissione Giustizia; fra le tante iniziative è da segnalare la promozione di una indagine conoscitiva sulle cosiddette “carceri d'oro” e il ruolo di relatore di minoranza per la legge sulle droghe (162, 1990). È stato membro della Commissione Antimafia.
È subentrato al Parlamento europeo nel luglio 1989 dopo essere stato candidato alle elezioni del 1989 per la lista dei Verdi Arcobaleno. È stato membro della Commissione per l'energia, la ricerca e la tecnologia. Carica da cui si è dimesso dopo alcuni mesi.
Deputato per la Federazione dei Verdi nella XII legislatura (1994-1996), è componente della Commissione Affari Costituzionali.
Deputato per i Verdi anche nella XIII legislatura, è stato sottosegretario alla Giustizia dal 1996 al 2001 con i ministri Flick, Diliberto e Fassino con la delega alla giustizia minorile e al carcere. In questo ruolo ha dato impulso alla definizione e all'approvazione del Nuovo Regolamento di esecuzione delle pene elaborato dal Direttore del Dipartimento dell'Amministrazione Penitenziaria Sandro Margara. Come rappresentante del Governo ha seguito l'iter parlamentare di molte leggi sul carcere fra cui quella sull'incompatibilità della detenzione per i malati di Aids, quella sulle detenute madri, la legge Smuraglia sul lavoro dei detenuti, la legge Simeone-Saraceni, la legge sulla sanità penitenziaria.
Ha coordinato gruppi di lavoro per progetti di riforma della legge sulle droghe e sugli Ospedali Psichiatrici Giudiziari. Si è battuto per affermare il diritto all'affettività in carcere attraverso una sperimentazione in alcuni istituti, ma un parere del Consiglio di Stato ne ha impedito l'avvio.
È stato Segretario dell'Associazione Forum Droghe e fondatore e Presidente de la Società della Ragione ONLUS.
Ha ricoperto dal 2003 al 2013 l’incarico di Garante per i diritti dei detenuti del Comune di Firenze. Nell'ottobre del 2013 è stato eletto Garante regionale delle persone sottoposte a misure restrittive della libertà personale della Regione Toscana. È stato anche Coordinatore dei Garanti territoriali per i diritti dei detenuti.
Ha scritto vari saggi e articoli sui temi della giustizia e dei diritti, fra cui: Giustizia senza fine (1998, Stampa Alternativa) e La Giustizia come metafora (2002, Edizioni Menabò). Ha curato l'edizione del volume Lo Stato moderno (1989, Passigli Editori).